# Irakli Tsirekidze
Irakli Tsirekidze (georgiska: ირაკლი ცირეკიძე), född den 3 maj 1982, är en georgisk judoutövare.
Han tog OS-guld i herrarnas mellanvikt i samband med de olympiska judotävlingarna 2008 i Peking.